# Снежина Маджарова
Снежина Минчева Маджарова е български политик. Народен представител от парламентарната група на ГЕРБ в XLII народно събрание. Председател на общинския съвет в Бургас (2009-2013).

## Биография
Снежина Маджарова е родена на 3 октомври 1966 година в град Сливен, в семейството на военен офицер. Живяла е в различни градове, защото се налагало баща ѝ да се мести от гарнизон на гарнизон. В Сливен завършва основното си образование, когато е 14-годишна родителите ѝ се установяват в Бургас. Възпитаничка е на СОУ „Иван Вазов“, после се дипломира като юрист в Софийският университет „Св. Климент Охридски“. През 1993 година става адвокат. През 2007 година става общински съветник, а през 2009 година председател на общинския съвет в Бургас от листата на ГЕРБ. След местните избори през 2011 година отново е избрана за общински съветник и председател на общинския съвет. През 2012 година е определена от правителството за член на българската делегация в Конгреса на местните и регионални власти към Съвета на Европа в Страсбург - мандат 2012-2016. Конгресът я избира за вицепрезидент на Комитета по актуални проблеми - позиция в ръководството на Конгреса не заемана от български представител повече от 10 години. През 2013 година освобождава своето председателско място, тъй като става народен представител в XLII народно събрание.
На парламентарните избори през 2013 година става народен представител, като е четвърта в листата на ГЕРБ за 2-ри МИР Бургас.